# Porostnica rabunka
Porostnica rabunka (Bryophila ereptricula) – gatunek motyla z rodziny sówkowatych. Zamieszkuje Europę i Azję Mniejszą. Gąsienica żeruje na porostach.

## Taksonomia
Gatunek ten opisany został po raz pierwszy w 1825 roku przez Georga Friedricha Treitschke w publikacji współautorstwa Ferdinanda Ochsenheimera. Jako lokalizację typową wskazano Europę. Epitet gatunkowy oznacza po łacinie „mała złodziejka”. W 1832 roku Christian Friedrich Freyer niezależnie opisał go pod nazwą Bryophila troglodyta. W 1962 roku Charles Boursin wprowadził podział omawianego taksonu na dwa podgatunki:
- Bryophila ereptricula ereptricula Treitschke, 1825
- Bryophila ereptricula hellenica (Boursin, 1962)

Ten drugi opisany został pod nazwą Cryphia ereptricula hellenica, a jako jego miejsce typowe wskazano Zachlorou w okolicy Kalawrity na greckim Peloponezie. Część źródeł nie uznaje podziału na podgatunki, listując C. e. hellenica jako synonim.

## Morfologia

### Owad dorosły
Motyl osiągający od 23 do 28 mm rozpiętości skrzydeł. Ubarwienie głowy i tułowia jest ciemnobrunatne z białoseledynowym nalotem.
Skrzydło przednie ma pole wewnętrzne (nasadowe) białe, bladożółte lub białoseledynowe, mniej lub bardziej intensywnie ciemno przyprószone. Czarnobrunatna przepaska wewnętrzna ma dwa mniej lub bardziej regularne wybrzuszenia. Pola środkowe i zewnętrzne mają tło czekoladowobrunatne, wyraźnie ciemniejsze od wewnętrznego. Pole środkowe przy tylnym brzegu skrzydła jest mocno przewężone, a za tym miejscem opatrzone jasną, rozmytą plamą. Rozdzielająca pola środkowe i zewnętrzne przepaska zewnętrzna jest szeroko wygięta łukowato, nieząbkowana, czarnobrunatna z białym obrzeżeniem od strony zewnętrznej. Plamy czopkowata, okrągła i dwukrotnie od niej większa nerkowata są słabo wyodrębnione. Zewnętrzną krawędź skrzydła zdobią krótkie, czarnobrunatne kreski. Strzępina jest ciemnobrązowa, co najwyżej trochę jaśniejsza od tła pola zewnętrznego. Skrzydło tylne jest jasnoszarobrązowe z rozjaśnieniem u nasady i wąską, ciemną linią u podstawy strzępiny, czasem z ciemną plamką na żyłce poprzecznej. Strzępina tego skrzydła ma szarobrązową warstwę wewnętrzną i białawą warstwę zewnętrzną.
Na wierzchu odwłoka występują kępki odstających łusek. Genitalia samca charakteryzują się lekko rozszerzonym, owalnym wierzchołkiem walwy i słabym przewężeniem w połowie jej długości, osiągającym ćwierć długości walwy, mocno zagiętym, u nasady szerokim wyrostkiem sakulusa oraz długim edeagusem z pokrytą drobnymi kolcami płytką w części odsiebnej i z dużym, chudym cierniem w wezyce. Samica ma torebkę kopulacyjną o nietaśmowatym, szerokim i krótkim przewodzie, dobrze rozwiniętej płytce antewaginalnej przy wejściu oraz o co najmniej 2,5 raza dłuższym niż wyższym korpusie z pęcherzykowato rozszerzoną częścią proksymalną i inkrustowaną ziarenkopodobnymi sklerytami częścią dystalną.

### Stadia rozwojowe
Wyrośnięta gąsienica jest szaroniebieska z czarnymi brodawkami. Po bokach jej grzbietu biegnie para białych linii podłużnych z parą dużych pomarańczowożółtych guzków na każdym segmencie. Bo bokach ciała występują białe kropki.
Poczwarka jest przysadzistej budowy i jasnobrązowej barwy. Na kremastrze znajdują się cztery lekko zakrzywione szczecinki, z których te środkowej pary są nieco dłuższe.

## Biologia i ekologia

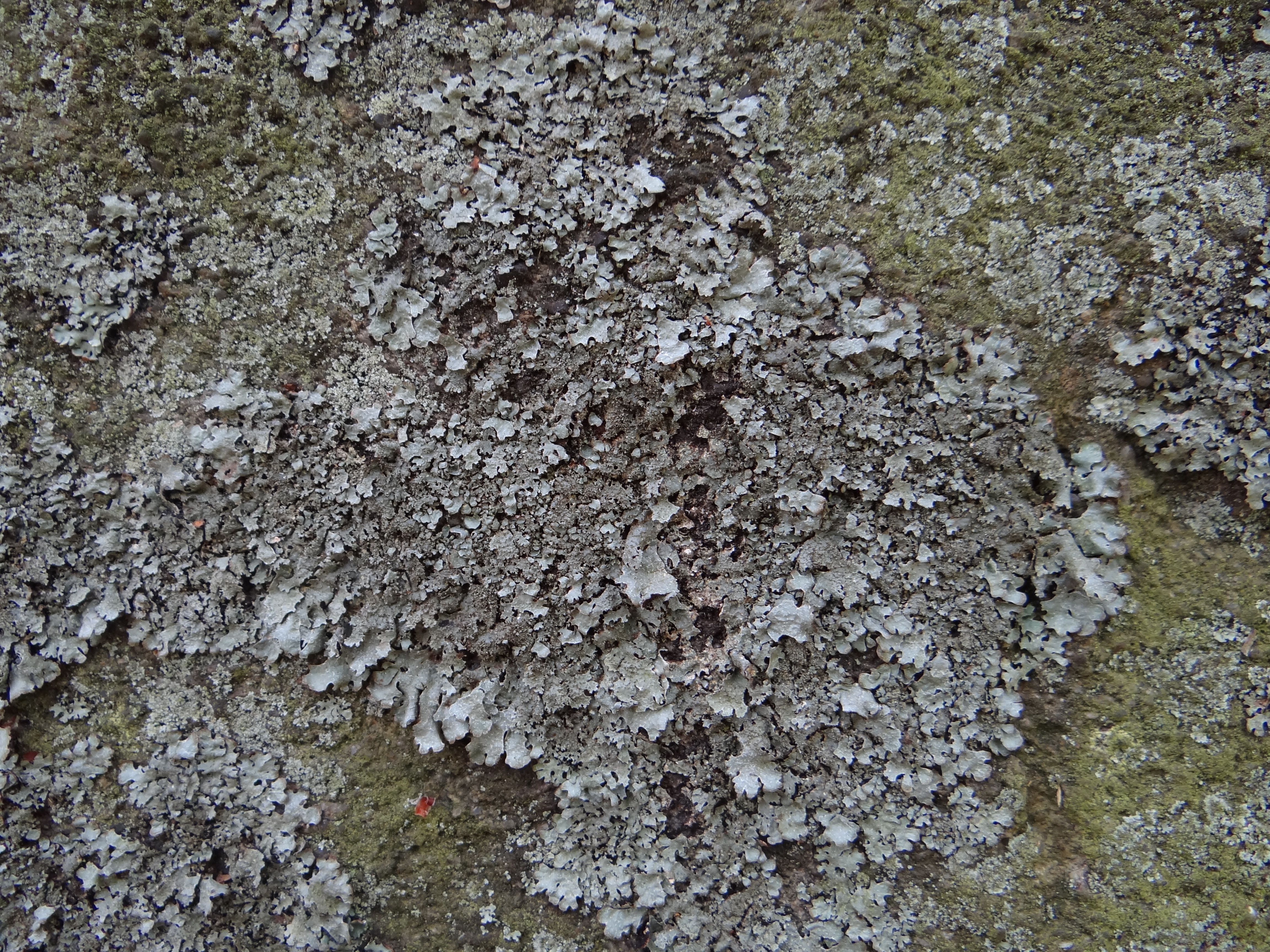
Tarczownica skalna, grzyb żywicielski porostnicy rabunki

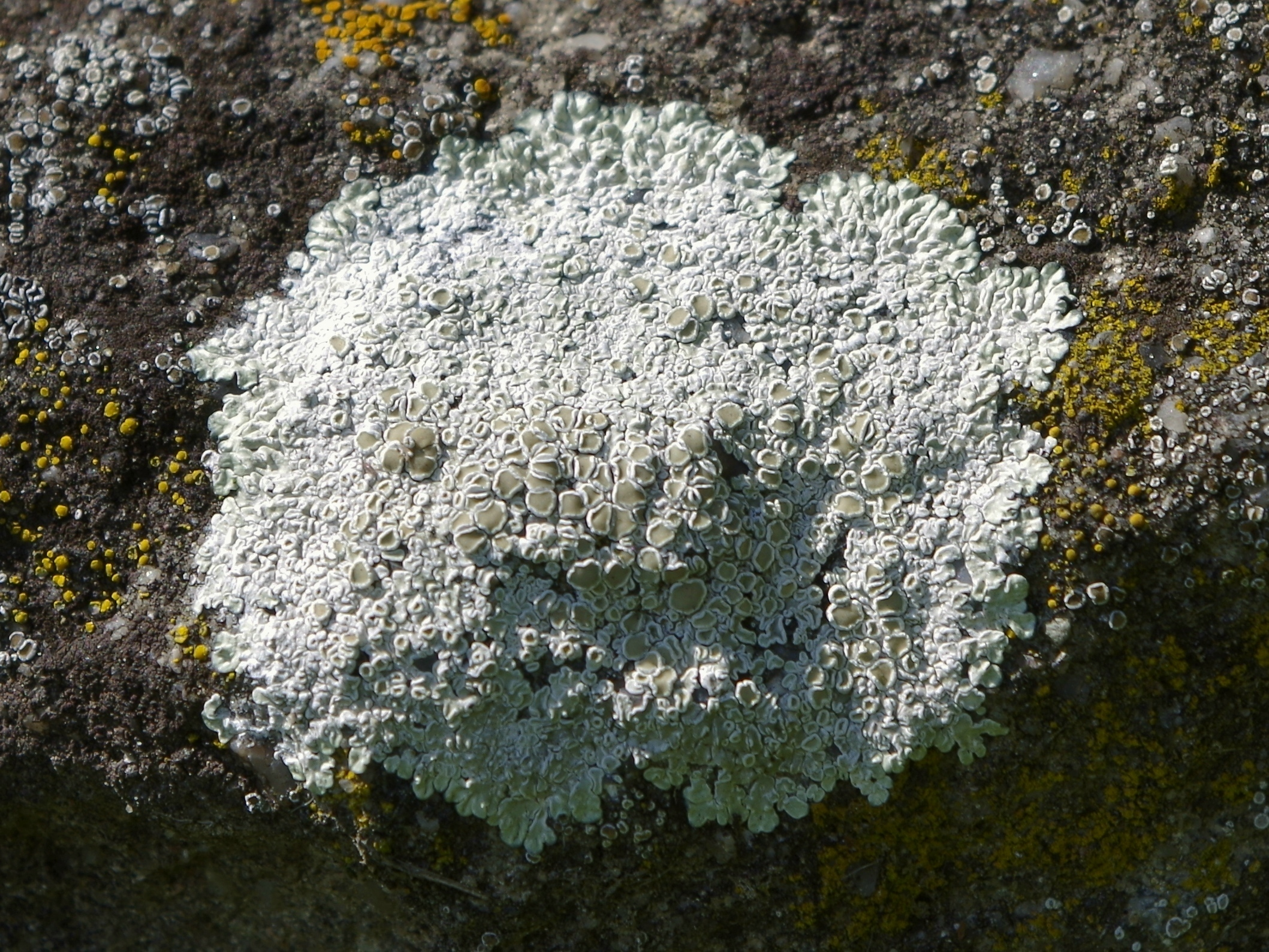
Misecznica murowa, grzyb żywicielski porostnicy rabunki

Owad ten zasiedla suche i ciepłe stanowiska otwarte, zwłaszcza murawy kserotermiczne, kserotermiczne zbocza o wapiennym podłożu oraz dobrze nasłonecznione polany leśne.
Postacie dorosłe latają w lipcu i sierpniu. Za dnia chętnie przesiadują na porośniętych porostami powierzchniach skał, kamieni i starych murów. Nocą żerują na nektarze, odwiedzając różne kwiaty. Przylatują do sztucznych źródeł światła.
Gąsienice stanowią stadium zimujące i obserwowane były od września do czerwca. Są lichenofagiczne i odżywiają się blaszkowatej budowy porostami wyrastającymi na skałach, kamieniach i starych murach. Ich pokarmem są przede wszystkim tarczownice i misecznice. Za dnia kryją się w rozmaitych szczelinach, natomiast żerują głównie nocą, gdy porosty ulegają rozwilżeniu przez rosę.

## Rozprzestrzenienie i zagrożenie
Gatunek palearktyczny. W Europie znany jest z Hiszpanii, Niemiec, Szwajcarii, Austrii, Włoch, Szwecji, Finlandii, Estonii, Łotwy, Litwy, Polski, Czech, Słowacji, Węgier, Rumunii, Bułgarii, Słowenii, Chorwacji, Bośni i Hercegowiny, Serbii, Czarnogóry, Macedonii Północnej i Grecji, a w Azji z anatolijskiej części Turcji. 
W Polsce podawany jest z nielicznych, rozproszonych stanowisk. Na Czerwonej liście zwierząt ginących i zagrożonych w Polsce znalazł się jako gatunek najmniejszej troski (LC). Na niemieckiej „Czerwonej liście” umieszczony został w drugiej kategorii – gatunków krytycznie zagrożonych wymarciem.